# Cattleya granulosa
Cattleya granulosa är en orkidéart som beskrevs av John Lindley. Cattleya granulosa ingår i släktet Cattleya och familjen orkidéer. Inga underarter finns listade i Catalogue of Life.

## Bildgalleri

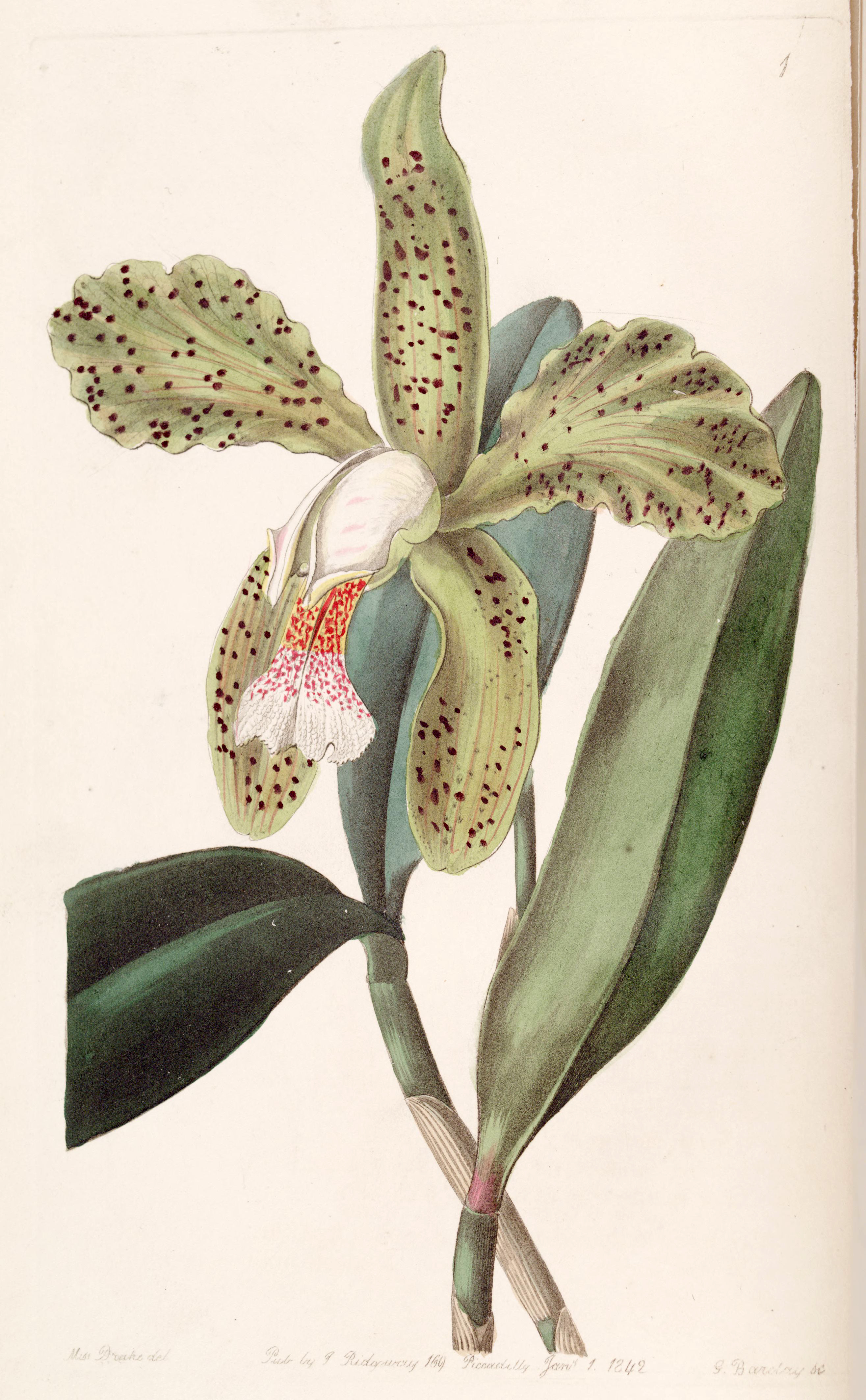
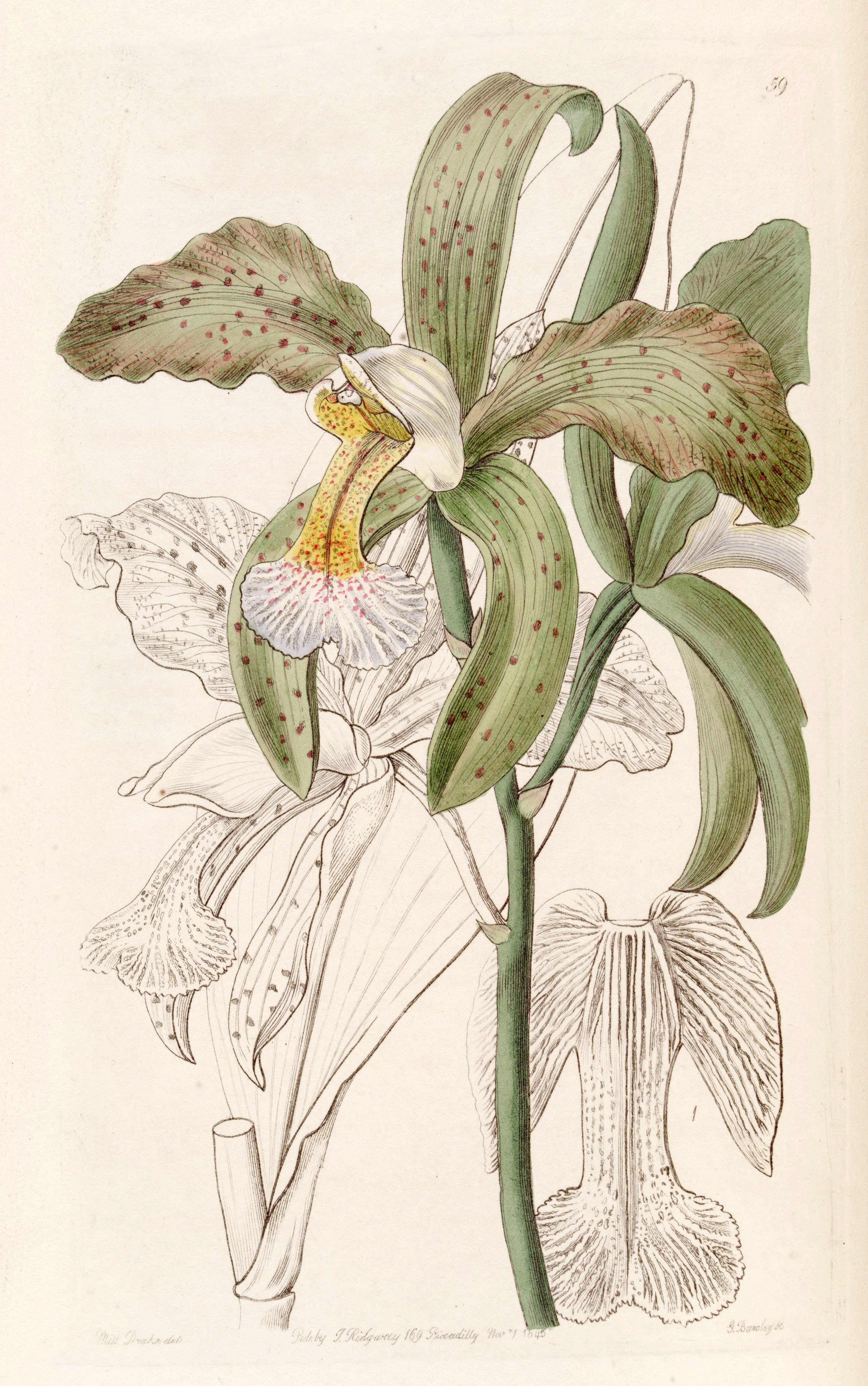
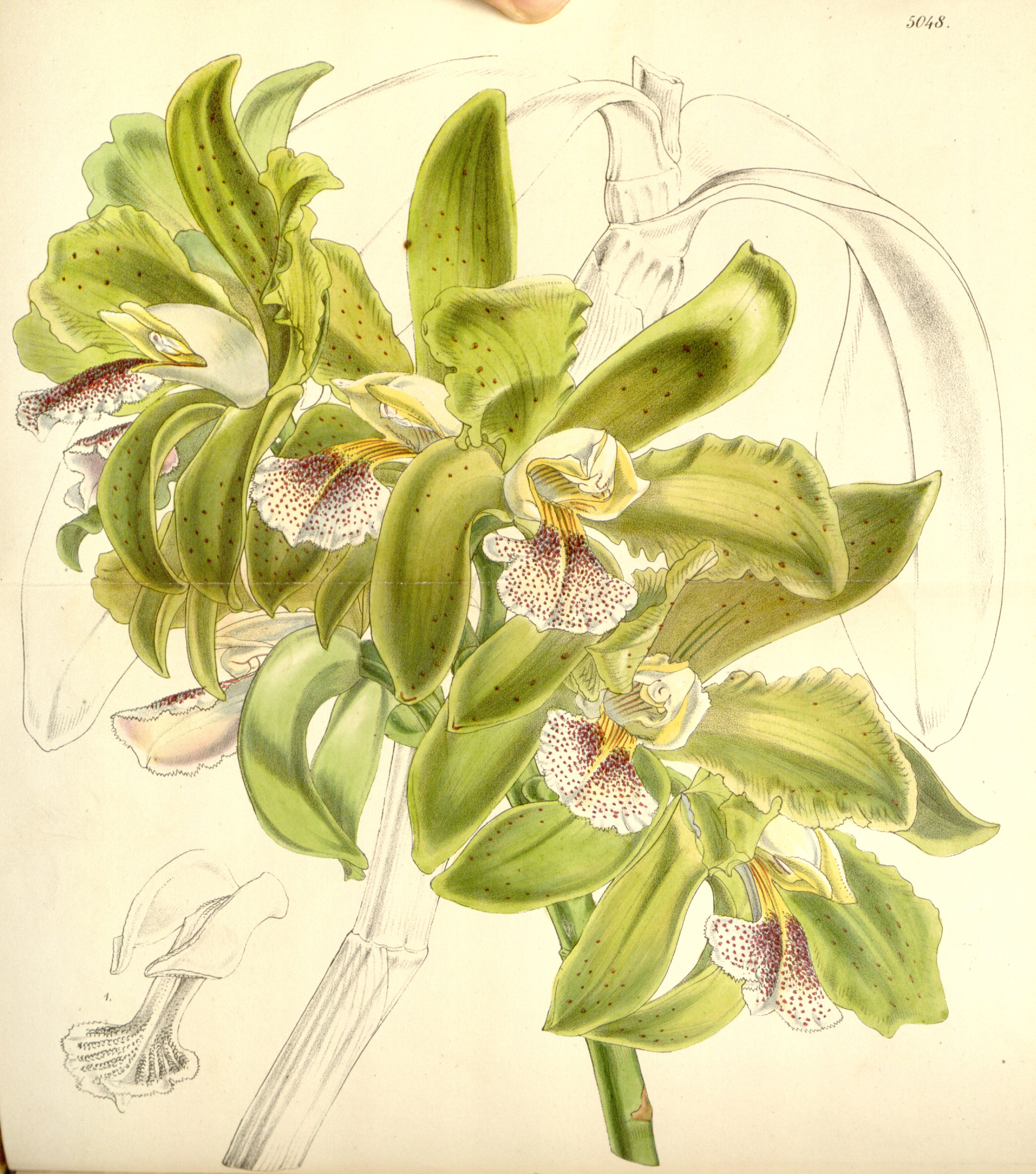
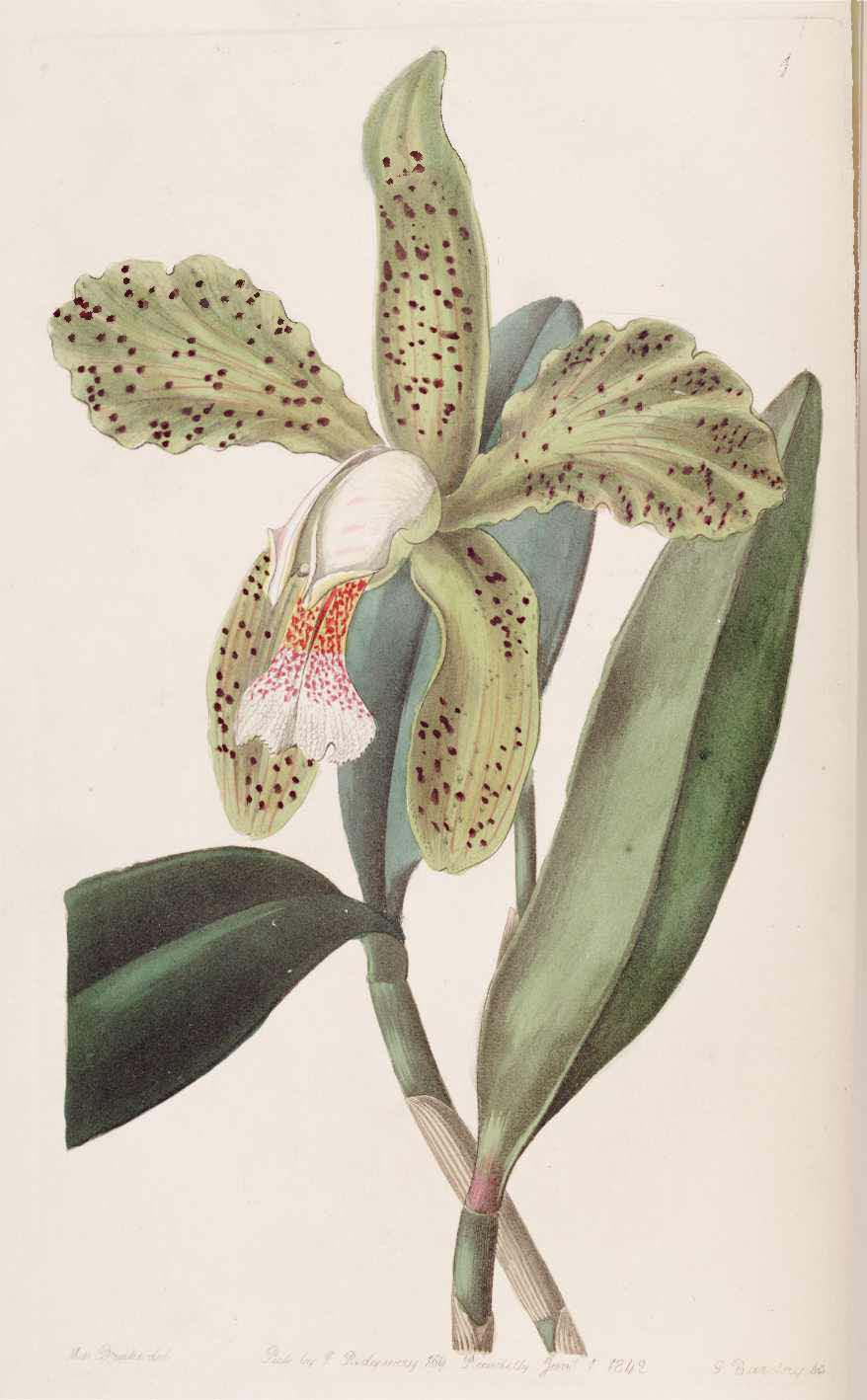